# 陳九敍
陳九敘（1529年—1611年），字爾纘，號文溪，福建漳州府漳平縣人，軍籍，明朝政治人物。

## 生平
嘉靖四十年（1561年）辛酉科福建鄉試第七名舉人，萬曆二年（1574年）中式甲戌科會試第二百六十九名，二甲第十五名進士。授刑部主事，升郎中，出為浙江處州府知府，時進諸生論學，以不能合時，左遷鹾司，遷桂林府同知，致仕歸。卒年八十三。

## 著作
著有《心源錄》及詩文數卷。

## 家族
曾祖陳文應，陰陽訓術；祖父陳翀，縣主簿；父陳如璠，冠帶生員。母王氏；繼母林氏。慈侍下。從弟陳九仞（彰德知府）、陳九階、陳九禮（副千戶）、陳九儀、陳九牧、陳九遷、陳九聘、陳九卿。子钟会、钟畿、钟粤。